# Stiepan Szewyriow
Stiepan Pietrowicz Szewyriow (ros. Степан Петрович Шевырёв; ur. 18 października?/30 października 1806 w Saratowie, zm. 8 maja?/20 maja 1864 w Paryżu) – rosyjski poeta i literaturoznawca, profesor Uniwersytetu Moskiewskiego. Był przedstawicielem ruchu słowianofilskiego oraz teorii „oficjalnej ludowości”. Współwydawał (wraz z M.P. Pogodinem) czasopismo „Moskwitianin”. Jego dorobek obejmuje rozprawy z zakresu historii i teorii poezji: Istorija poezii (t. 1–2 1835–92), Tieorija poezii w istoriczeskom razwitii u driewnich i nowych narodow (1836). Tworzył także liryki filozoficzne oraz przekłady, m.in. literatury polskiej (Konrad Wallenrod A. Mickiewicza).